# グウォグフ

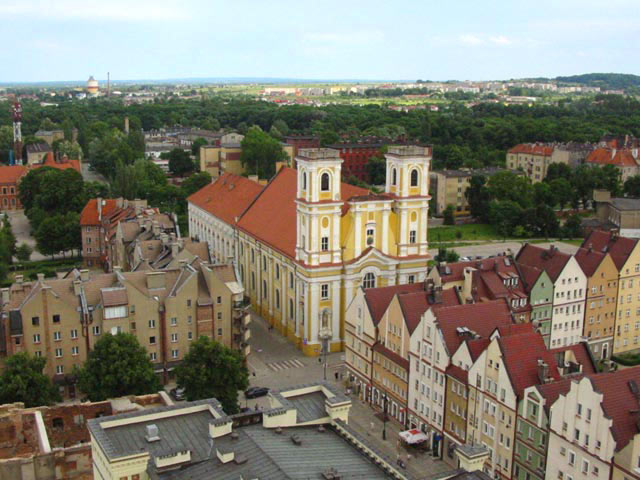
グウォグフ市内。中央の建物はボジェ・チャウォ（聖体）教会

グウォグフ（ポーランド語: Głogów [ˈɡwɔɡuf] ( 音声ファイル)、ドイツ語: Glogau グローガウ、チェコ語: Hlohov）は、ポーランド南西、シレジア西部に位置する都市で、ジェロナ・グラの南東、レグニツァの北に位置する。2021年の中央統計局（ポーランド語：Główny Urząd Statystyczny、略：GUS）のデータによると、グウォグフの人口は65,757人である。2002年から2021年の間に、人口は6.1%減少した。住民の平均年齢は42.8歳で、ポーランド全体の住民の平均年齢並みである。
グウォグフ郡（Powiat głogowski, en:Glogow County）に属する。この郡は1999年からドルヌィ・シロンスク県に属するが、1975年から1998年まではレグニツァ県（en:Legnica Voivodship）に属していた。県（ポーランド語でヴォイェヴツトフォ）の中では6番目に大きな都市である。都市名はポーランド語のサンザシ（głóg）に由来する。
ハプスブルク君主国とプロイセン王国の支配下にあった時期が長く、グローガウとドイツ語で呼ばれていた。また同じくポーランドにあるグウォグヴェク （en:Głogówek Oberglogau オーバーグローガウ）と区別するために、グロース・グローガウ（Groß-Glogau）というドイツ語の別称も持っていた。第二次世界大戦終了後の1945年に、ようやくグウォグフという名称が復活する。

## 歴史

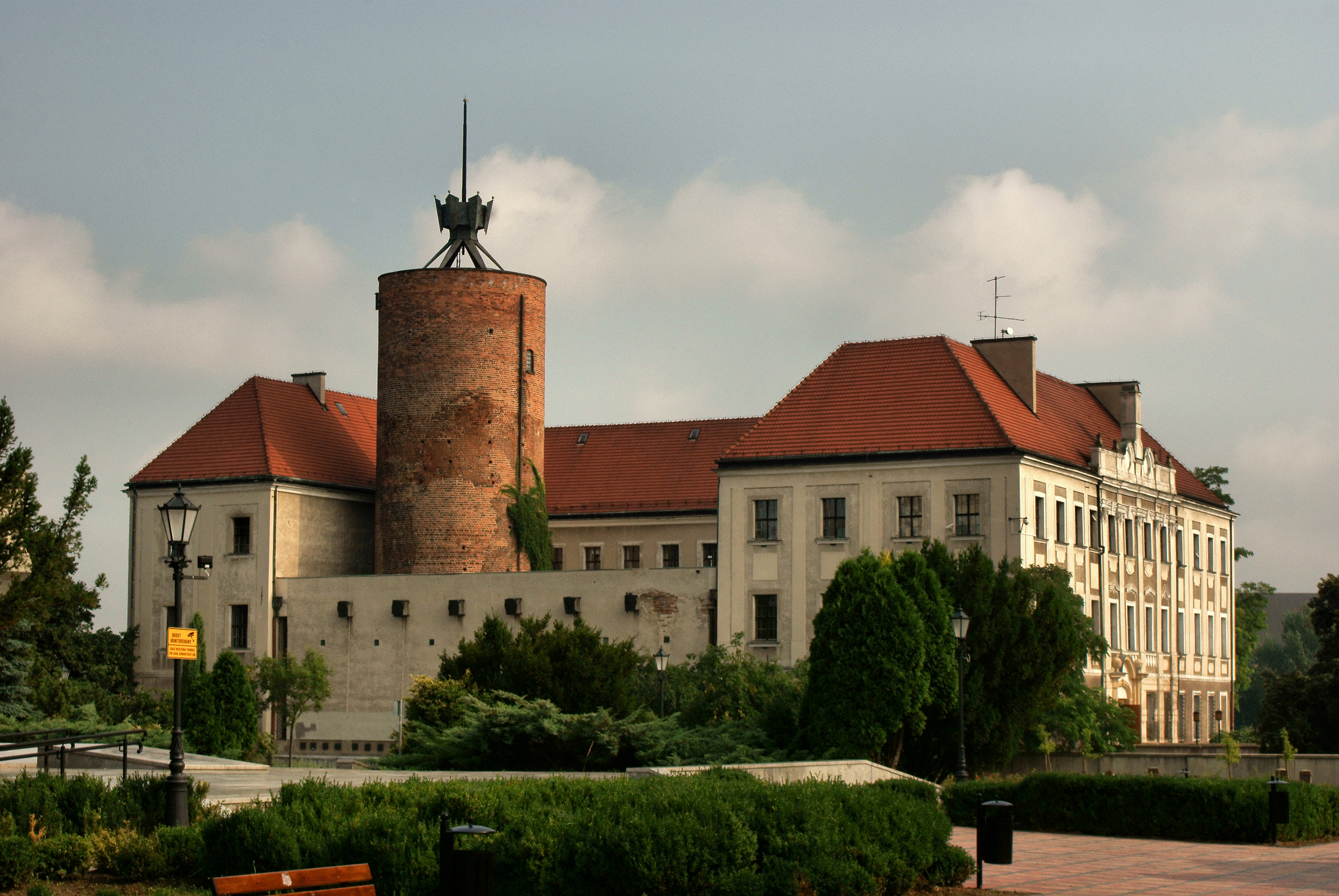
グウォグフ伯の城

グウォグフはポーランド最古の町のひとつである。ジャドシャン族（Dziadoszanie）と呼ばれるスラヴ人の部族によって砦が作られたのが起源である。グウォグフの歴史上最初の記録は、1010年のメルゼブルク司教ティートマールの年代記に見られ、ハインリヒ2世がボレスワフ1世を攻撃した後、1017年8月9日にふたたびグウォグフを包囲したともある。
1109年には、ハインリヒ5世がグウォグフを包囲したが、グウォグフの戦いでボレスワフ3世に敗れた。1157年、 フリードリヒ1世の軍隊によってグウォグフはついに陥落した。
1180年、ヴワディスワフ2世の息子コンラトの治世のもと、再建されたグウォグフはグウォグフ公国の首都となり、1329年にはマクデブルク法による都市特権を得たが、1329年からボヘミア王ヨハンの宗主権下に入った。
1491年から1506年までグウォグフはヤン1世と、後にポーランドの王となるジグムント1世が治めていたが、16世紀、ヤン2世の死とともにグウォグフのピャスト家は断絶した。1526年、グウォグフはボヘミアの一部としてオーストリアのハプスブルク家に相続された。
三十年戦争の中、グウォグフは1630年に要塞へと改装された。その後1632年にプロテスタントに征服され、1633年にハプスブルク君主国が奪還し、1642年にはバルト帝国に征服され、最終的に1648年にハプスブルクに戻った。
グウォグフがオーストリア王冠領ボヘミアの一部であったのは、第一次シュレージエン戦争が起きるまでであった。1741年3月、グウォグフはアンハルト＝デッサウ侯レオポルト2世率いるプロイセン軍の夜襲に遭い、シレジアの大部分と同様に、フリードリヒ2世下のプロイセン王国の一部になった。町はドイツ語式にグローガウ（Glogau）と呼ばれるようになり、シレジア内陸部に位置するオーバーグローガウ（Oberglogau 上グローガウ。ポーランド語でグウォグヴェク）と区別するためグロース＝グローガウ（Groß-Glogau 大グローガウ）とも呼ばれた。
ナポレオン戦争の間、ヤン・ヘンリク・ドンブロフスキ率いるポーランド軍がグローガウに駐留した。また、ナポレオンはグローガウを3回訪れている。グローガウは1806年のイエナ・アウエルシュタットの戦いを経てフランス第一帝政の軍隊に占領されている。1813年から1814年の間、第六次対仏大同盟によって包囲され、9千人のフランス兵と共に籠城したこともあり、1814年4月10日に降伏したときは、兵士は1800人しか残っていなかった。
要塞化によって町の開発が長期間にわたって妨げられてきたため、19世紀、グローガウ市民によって要塞化の解除が進められた。1873年の時点では防壁を東部へ移すにとどまったが、1902年についに解体され、開発が可能になった。1939年には、グローガウの人口は3万3千人にのぼり、ほとんどの居住者がドイツ人であった。

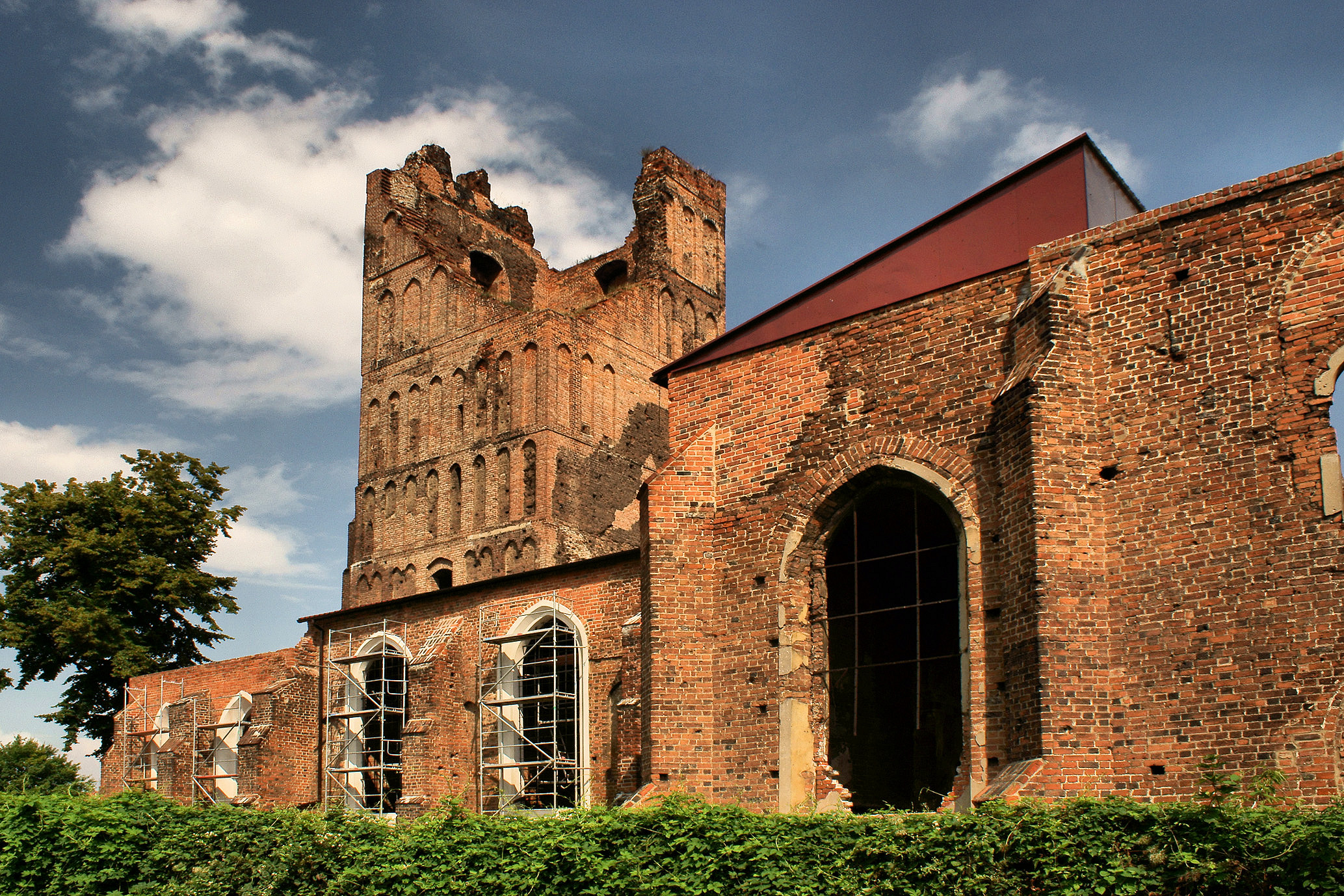
聖ニコラス教会跡

第二次世界大戦中の1945年、グローガウの町はナチス・ドイツによって要塞に作り替えられた。グローガウはソビエト連邦の赤軍によって6週間包囲され、町の95％が破壊された。ヤルタ会談の後、グローガウは下シレジアの大部分と同様にボーランドに割譲され、ドイツ語話者の住民は追放された。1945年5月、ボーランド人の入植者の第一派がやってきて、廃墟のみがひろがるグローガウをふたたびグウォグフに改名した。グウォグフ市街の再建は今も終わっていない。町の再開発が始まったのは1967年のことで、このとき銅の鋳造所が作られたのだが、この鋳造所は現在でもグウォグフの町で最大級の企業である。
1945年から1950年までの間、グウォグフはブロツワフ県に属していたが、1950年には新設されたジェロナ・グラ県に属するようになった。1975年から1998年の間はレグニツァ県に属していたが、1999年の行政再編に伴ってドルヌィ・シロンスク県に属することになった。

## 建築物
- 市庁舎

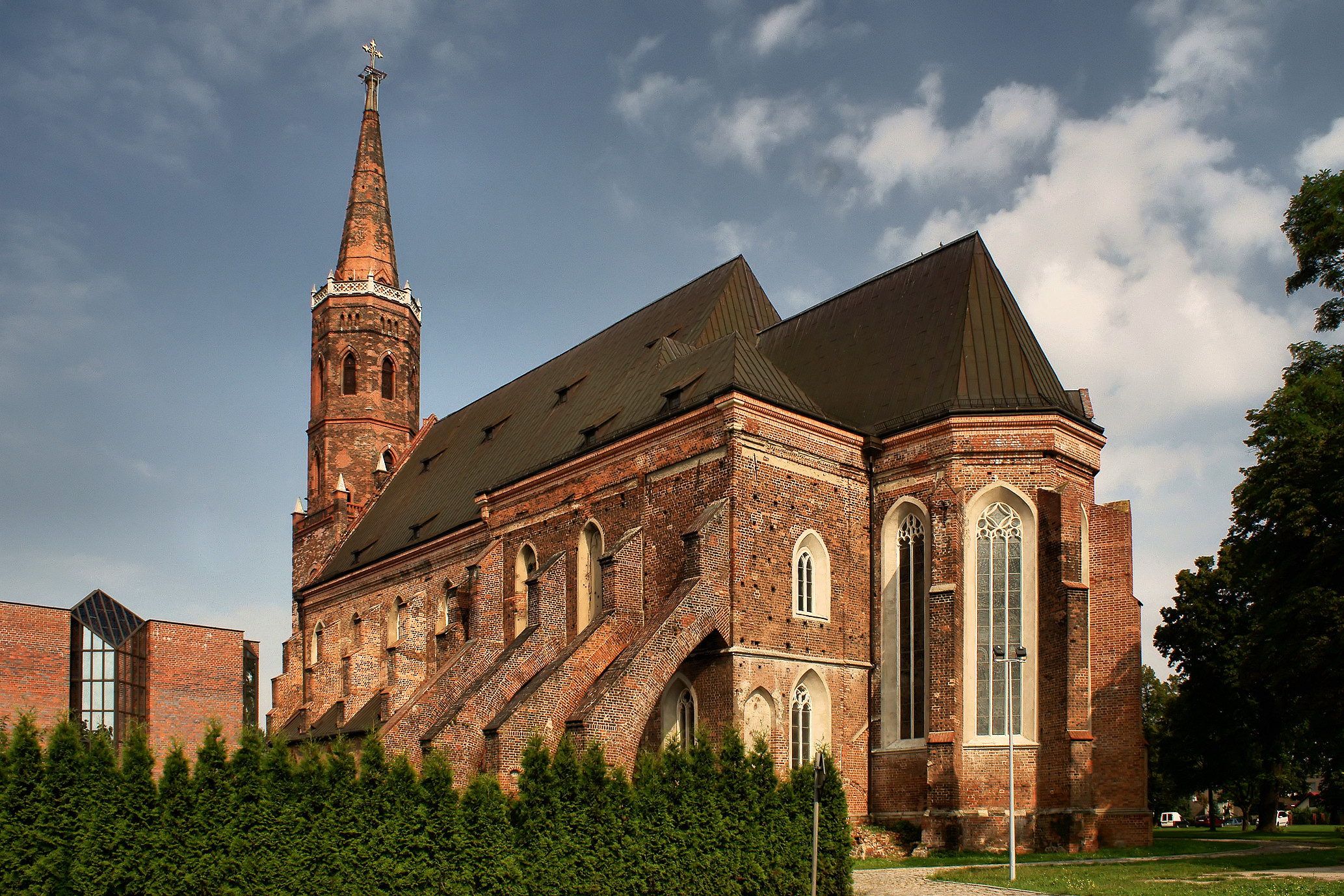
共同教会

- グウォグフ公の城（考古学博物館として使用されている）
- 後期バロック様式のボジェ・チャウォ（聖体）教会
- 16世紀の聖ローレンス(en:St. Lawrence) 教会
- 聖ニコラスの初期ゴシック様式の教会（遺跡）
- ゴシック共同教会 (en:collegiate church)
- アンドレアス・グリューフィウス劇場（遺跡）
- 中世の市壁の残骸
- 17世紀 に作られた堀
- 19世紀 に作られた大砲の塔

## グウォグフのユダヤ教徒
1853年、1854年の新聞記事によれば、当時プロイセン王国シレジアにあったグローガウは、人口は2万529人で、そのうち863人がユダヤ人であった。ユダヤ人は11世紀からこの地に住んでおり、居住地はブレスラウ塔周辺、今日の福音派墓地の付近といわれる。
グローガウのユダヤ教徒は、普段はオーストリア政府から良い待遇を受ける一方で、時おり攻撃の対象とされていた。1442年、居住区が略奪の被害を受け、シナゴーグも破壊された。1485年、グローガウのユダヤ教徒はハンス公から市外に追放され、市外であっても隠れて礼拝をせざるを得なくなった。
100年後、ユダヤ人ベネディクト一家に与えられた特権の効力により、新たな信徒協会が組織された。ユダヤ人は現在の城の周辺に住んでいた。すべての訴訟はラビと長老のいるユダヤ人の裁判所で裁かれた。
1636年、以降260年間礼拝し続けることになる新しいシナゴーグがベネディクト家によって建設された。当時のユダヤ人人口は1500人であった。プロイセンによってシレジアが占領されると、とくにシュタイン・ハルデンベルク法でユダヤ人は政治的に他民族と対等の立場に置かれた。1892年にシナゴーグが30万マルクで建設された。グローガウのラビ職を務めた者には、マネス・リサー、アルンハイム、クライン、リップナー、現職にあるルーカスなどがある。グローガウ出身のユダヤ人著名人については出身者の節を参照。

## スポーツ
- SPRフロブリ・グウォグフ - ハンドボールクラブ
- MZKSフロブリ・グウォグフ - サッカークラブ

## 出身者
- ヘンリク1世 - ピャスト朝の国王
- アンドレアス・グリューフィウス - ドイツの詩人・劇作家
- アルノルト・ツヴァイク  - ドイツの作家

### ユダヤ人出身者
- ダーヴィト・カッセル en:David Cassel - ユダヤ思想家
- ゾーロモン・ムンク en:Salomon Munk - 東洋学者
- エードゥアルト・ムンク en:Eduard Munk - 文献学者。Salomonのいとこ。
- ヨーゼフ・ツェードナー en:Joseph Zedner - 文献学者、司書。
- ミヒャエル・ザックス en:Michael Sachs - ラビ

## 姉妹都市
- アンバーバレー（英語版）、イングランド
- アイゼンヒュッテンシュタット、ドイツ
- カームヤネツィ＝ポジーリシクィイ、ウクライナ
- ラーホルム、スウェーデン
- ランゲンハーゲン、ドイツ
- Riesa、ドイツ